# Strafmass (Band)
Strafmass ist eine 2008 in Bremen gegründete Rechtsrock-Band, die dem in Deutschland verbotenen Neonazi-Netzwerk Blood & Honour nahesteht.

## Bandgeschichte
Die Band wurde 2008 von dem Bremer Neonazi Denis Zadow gegründet. Zadow wuchs im Nordbremer Stadtteil Blumenthal auf, war ab 2005 bei der Jugendgruppe der Bremer NPD aktiv und engagierte sich zudem in der Rechtsrockszene. Er trat als Sänger bzw. Frontmann der Band auf. Inzwischen zog Zadow nach Herne in Nordrhein-Westfalen um, wo er sich an der Rechtsrock-Band Schuldig beteiligte.
Die Besetzung der Band hat inzwischen teils mehrmals gewechselt. Das Landesamt für Verfassungsschutz Bremen sieht dies im Zusammenhang mit Eigenheiten der rechtsextremistischen Musik-Szene Bremens, die über Deutschland hinaus bekannt ist und der die Band Strafmass – neben den weiteren aktiven Bremer Skinhead-Bands Endlöser, Endstufe und Hetzjagd – zugerechnet wird. Die Besetzungen dieser Bands wechselten häufig, auch untereinander, und erweckten laut der Verfassungsschutzbehörde  den Eindruck, als ob ein großer Personenkreis dahinterstehen würde – tatsächlich bestehe die rechtsextremistische Musik-Szene Bremens seit Anfang der 2010er Jahre aus etwa 10 bis 15 Personen.
Unterstützung bekommt die Band bei ihren Auftritten von der sogenannten „Strafmass-Crew“, deren Mitglieder mit T-Shirts auftreten, auf denen neben dem Schriftzug „Strafmass … mehr als nur Musik“ ein deutscher (Wehrmachts-)Soldat mit gezückter Pistole sowie das Kürzel „C18“ abgebildet sind. „C18“ ist die Abkürzung für Combat 18, den bewaffneten Arm des Neonazi-Netzwerks Blood & Honour.
Das Debüt der Band Strafmass, die 2009 veröffentlichte CD Wir rechnen ab …, wurde kurz nach Erscheinen von der Bundesprüfstelle für jugendgefährdende Medien (BPjM) indiziert. 2010 veröffentlichte die Band unter dem Titel Wir kriegen Euch alle … ihre zweite CD.  Seither folgten weitere CDs, zudem beteiligte sich die Band an verschiedenen Rechtsrock-Samplern.
Seit 2009 trat die Band bei mehreren (rechtsextremistischen) Konzerten in Deutschland und im europäischen Ausland auf.

## Stil und Inhalte
Die Band Strafmass pflegt nach Angaben des Hamburger Journalisten, Autors und Rechtsextremismus-Experten Andreas Speit einen „sehr ‚klassisch[en]‘“ Rechtsrock-Musikstil, der sich an den anderen, teils schon wesentlich länger bestehenden rechtsextremen Bands in Bremen orientiere. Neue Trends setze Strafmass nicht gerade, so Speit weiter, die „Songs und das Image beweg[t]en sich sehr im Neonaziskinheadmilieu“. So seien zum Beispiel auf den CD-Covern der Band aus den Jahren 2010 und 2011 Wehrmachtssoldaten abgebildet.
Laut Andreas Speit habe der klassische Rechtsrock seinen Ursprung im Neonaziskinheadmilieu und die Musik sei „fast immer oi-mäßig ausgerichtet, mit schnellen, harten Akkorden“ und „parolenartig gegrölt[en]“ Songs, die „eindeutig rassistisch und neonazistisch aufgeladen“ seien. Inhaltlich drehten die Texte sich teils auch um das „eigene Szeneleben – ‚saufen und feiern‘“, wobei inzwischen andere Musikstile hinzugekommen seien und die Songs auch „Geschichten […] erzähl[t]en“, bei denen „aktuelle gesellschaftliche Themen […] aufgegriffen“ würden. Stilmäßig sei, so Speit, „alles von Ska bis Hip-Hop“ anzutreffen, wobei Punkrock der Standard sei.
So glorifiziert beispielsweise die Band in Form der Ballade Opa den Kampf des Großvaters während des Zweiten Weltkriegs als Pionier in Russland und betrauert dessen Tod mit den Worten „Fliege mit dem Wind auf nach Walhall, auf ins Reich der Helden und grossen Krieger“. Das Lied ist in dem Strafmass-Album Erhebe Deine Faust enthalten, dessen Cover deutsche Kindersoldaten dieses Krieges vor einer schwarz-weiß-roten Flagge zeigt. Im selben Album befasst sich die Band in einem gleichnamigen Lied mit dem Tag der Arbeit, dem 1. Mai, und textet: „Auf, auf Kameraden, kommt und reiht euch ein, nationaler Widerstand hört man es aus allen Kehlen schrein!“, während die rassistische Ausrichtung der Gruppe im Lied Erhebe deine Faust deutlich wird: „Einwanderungsstopp in jedem Ort, […] Deutschland wach endlich auf, Deutschland erhebe deine Faust, Deutschland schlage endlich zurück.“

## Rechtsextremismus
Das Bremer Landesamt für Verfassungsschutz beobachtet die als rechtsradikal eingestufte Band Strafmass seit ihrer Gründung und bezeichnet sie als rechtsextremistische Skinhead-Band. Nach Angaben der Verfassungsschutzbehörde sehe die Band sich in der „Tradition der verbotenen britischen Neonazi-Gruppe ‚Combat 18‘, die vor allem wegen ihrer militanten Ausrichtung einen Vorbildcharakter für viele Neonazis“ habe. Die Band Strafmass bewegt sich oft im Umfeld der anderen Bremer Rechtsrock-Bands wie Kategorie C, Endlöser, Endstufe und Hetzjagd.
Laut dem Bremer Verfassungsschutz verdeutlichen die Lieder von Strafmass deren „hasserfüllte Einstellung gegenüber Ausländern, politisch Andersdenkenden sowie dem demokratischen Rechtsstaat“, wobei sich die Landesbehörde u. a. auf die 2009 erschienene und sogleich von der BPjM indizierte Debüt-CD der Band bezieht:
„Wir überschreiten ihre Gesetze, / sie sind uns scheißegal,
ich weiß nicht wie oft ich sie verletze/ […] Im Kampf um unsere
Nation ist uns jedes Mittel recht. […] Wir agieren aus dem
Untergrund, die extreme Richtung ist Gesetz. […] Militantes
Vorgehen, ja das ist unsere Art, / wir kämpfen gegen das System
und gegen Volksverrat.“
Strafmass wurde im deutschen Internetforum von „Blood & Honour“, in dem auch Konzerte der Band angekündigt wurden, neben zehn weiteren deutschen Rechtsrock-Gruppen als „Blood & Honour“-Band gelistet. Auf ihrer Internetseite auf Myspace stellt sich die Band mit dem Slogan „Strafmass – 88% Rock’n’Roll“ vor. Die Zahl 88  wird von Neonazis als getarnter Hitlergruß verwendet, sie steht für HH als zwei achte Buchstaben des Alphabets und stellt eine Abkürzung von Heil Hitler dar (siehe auch Rechtsextreme Symbole und Zeichen).
2009 war Strafmass für ein „Blood & Honour“-Konzert in den Niederlanden angekündigt und trat zudem mit Frontmann Denis Zadow bei „Blood & Honour“-Konzerten in Sachsen und im Raum Dortmund auf. Als 2010 in Bremen erstmals seit vielen Jahren ein rechtsextremistisches Konzert stattfand, gehörte Strafmass mit zu den daran beteiligten Bands. Im selben Jahr organisierte Zadow ein Rechtsrockkonzert in Bremerhaven, bei dem er zudem mit der Band Strafmass auftrat und an dem rund 120 Neonazis aus dem Umfeld von Blood & Honour und deren militanten Unterorganisation Combat 18 teilnahmen. Der 2011 herausgekommene CD-Sampler mit dem Titel Eine Jugend musiziert, an dem Strafmass beteiligt war, wurde von der BPjM im Jahr 2012 indiziert, weil „die Lieder zu Gewalttätigkeit und Rassenhass aufriefen sowie den Nationalsozialismus verherrlichten“.
Eine 2012 geplante „Freundschaftsparty“ der Bands Strafmass und Endlöser, die in Bremen stattfinden sollte, wurde vom Stadtamt Bremen verboten. 2013 trat Strafmass bei der neonazistischen Veranstaltung Fest der Nationalen in Berga in Sachsen-Anhalt auf, an der rund 800 Neonazis vor allem aus Sachsen-Anhalt und Thüringen teilnahmen. Als Redner trat u. a. der NPD-Politiker Udo Pastörs auf; für das musikalische Programm sorgten neben Strafmass der rechtsextreme Liedermacher Frank Rennicke sowie die Rechtsrock-Bands Oidoxie, Kraftschlag, Kinderzimmerterroristen (KZT) und Painful Awekening.
2014 war die Band Strafmass zu dem von der NPD Thüringen seit 2003 regelmäßig in Gera veranstalteten Mini-Festival Rock für Deutschland eingeladen worden, sagte ihre Teilnahme jedoch kurzfristig ab. Von den NPD-Funktionären wurde dies heftig kritisiert.
In den jährlich herausgegebenen Verfassungsschutzberichten des Bundeslandes Bremen wird die Band Strafmass seit ihrer Gründung fortlaufend erwähnt, so bislang in den Jahresberichten 2009 (Herausgabe 2010) bis 2014 (Herausgabe 2015). Die Band bzw. deren Mitglieder werden vom Verfassungsschutz dem Personenkreis „Sonstige gewaltbereite Rechtsextremisten“ zugeordnet. Die Bundesprüfstelle für jugendgefährdende Medien (BPjM) indizierte bis 2012 vier CDs, an denen Strafmass beteiligt war.

## Diskografie

### Alben
- 2010: strafmass – Wir kriegen Euch alle … (CD, Odinseye)
- 2011: strafmass – Erhebe Deine Faust (CD, Front Records)
- 2012: strafmass – Wer mit dem Feuer spielt (CD, Germania Versand)
- 2014: strafmass – Der Tag er kommt (CD, Germania Versand)

### Samplerbeiträge
- 2012: Einer für alle, alle für einen (Sampler; CD, Germania Versand)
- 2013: Hochwasser – Solidaritäts Sampler (mit Jungvolk, Rufmord, Act of Violence, Weisse Wölfe, Die faschistischen 4 u. a.) (CD, Gemeinschaftsveröffentlichung von Heimdall Versand und One People One Struggle Records)
- 2013: Berseker 3 (mit Sleipnir, Sturmrebellen, RKR, Integrationshelfer, Nordic Wrath u. a.) (Sampler; CD, Heimdall Versand)
- 2015: Der neue Angriff beginnt (mit Sleipnir, Hateful, Sturmrebellen, Söhne Germaniens, Mini u. a.) (Sampler; CD, Germania Versand)